# وادي قرن

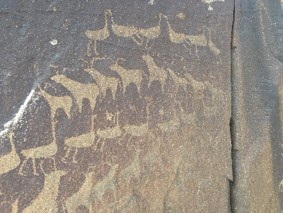
أحد النقوش في الوادي

وادي قرن هو وادي يقع غرب محافظة الطائف في السعودية ويحتوي على بعض النقوش الصخرية، وهو يقع على أحد الطرق التي تصل الطائف بمكة التي سلكها نبي الإسلام محمد بن عبدالله أثناء دعوته.